# 4400 (seriál, 2021)
4400 je americký sci-fi televizní seriál, jehož autorkou je Ariana Jackson. Vysílán byl na stanici The CW v letech 2021–2022, celkem vzniklo 13 dílů. Jedná se o reboot seriálu 4400 z let 2004–2007.
Objednávka seriálu byla oznámena 9. února 2021,  první díl byl uveden 25. října 2021. V květnu 2022 oznámila televize The CW zrušení seriálu.

## Příběh
Během posledních sta let zmizelo beze stopy 4400 nijak významných lidí, kteří se najednou znovu objeví. Od svého zmizení však nezestárli ani o den, navíc se nepamatují, co se stalo.

## Obsazení
- Joseph David-Jones jako Jharrel Mateo
- Ireon Roach jako Keisha Taylor
- Brittany Adebumola jako Shanice Murray
- TL Thompson jako doktor Andre Davis
- Jaye Ladymore jako Claudette
- Derrick A. King jako reverend Isaiah „Rev“ Johnston
- Khailah Johnson jako LaDonna Landry
- Cory Jeacoma jako Logan
- AMARR jako Hayden
- Autumn Best jako Mildred

## Seznam dílů
| Č. v seriálu | Původní název                 | Režie           | Scénář                       | Premiéra v USA     |
| ------------ | ----------------------------- | --------------- | ---------------------------- | ------------------ |
| 1            | Past Is Prologue              | Janice Cooke    | Ariana Jackson               | 25. října 2021     |
| 2            | All Things Are Possible       | Janice Cooke    | Ariana Jackson               | 1. listopadu 2021  |
| 3            | That LaDonna Life             | Sheelin Choskey | Kristen SaBerre              | 8. listopadu 2021  |
| 4            | Harlem's Renaissance Man      | Tessa Blake     | Jett Garrison                | 15. listopadu 2021 |
| 5            | The Way We Were               | Avi Youabian    | Ashley Sims                  | 22. listopadu 2021 |
| 6            | If You Love Something         | Rachel Raimist  | Shomari Kirkwood             | 29. listopadu 2021 |
| 7            | Empowered Women Empower Women | Kenny Leon      | Felicia Hilario              | 6. prosince 2021   |
| 8            | The Kaminski Experiment       | Janice Cooke    | Taylor Townsend              | 13. prosince 2021  |
| 9            | Great Expectations            | Rob Greenlea    | Mia Katherine Iverson        | 17. ledna 2022     |
| 10           | Give Up the Ghost             | Ayoka Chenzira  | Bradley Estrin-Barks         | 24. ledna 2022     |
| 11           | You Only Meant Well           | Daniel Willis   | Jackie Decembly              | 31. ledna 2022     |
| 12           | Group Efforts                 | Scott Peters    | Sunil Nayar                  | 7. února 2022      |
| 13           | Present Is Prologue           | Cheryl Dune     | Ariana Jackson a Sunil Nayar | 14. února 2022     |